# シルバーアロー

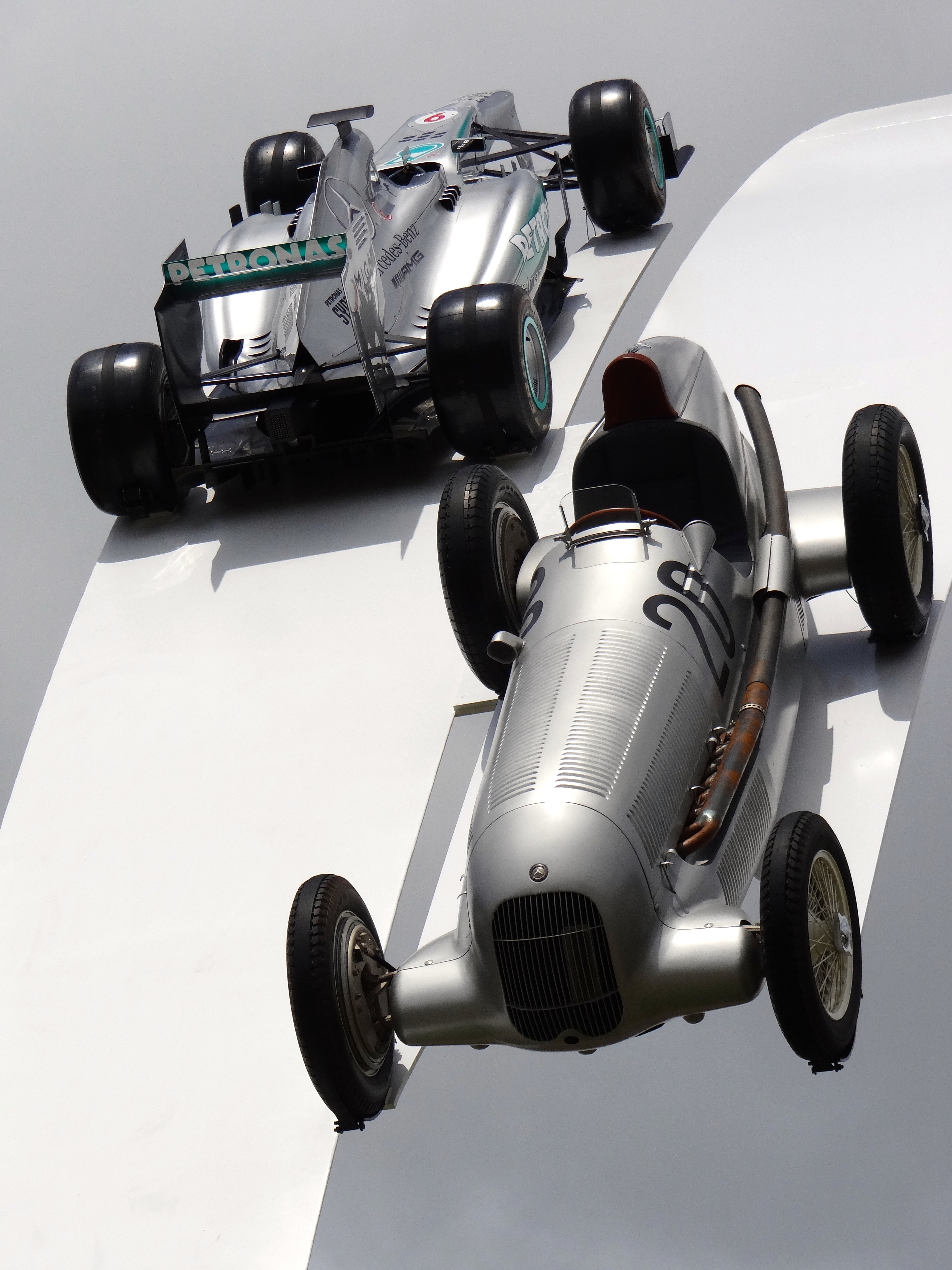
過去と現在のシルバーアロー（2014年グッドウッド・フェスティバル・オブ・スピードのテーマモニュメント）

シルバーアロー（ドイツ語: Silberpfeil, 英語: Silver Arrows）は、1934年から1939年までの期間にヨーロッパの自動車レースを席巻したメルセデス・ベンツとアウトウニオンに付けられたニックネームである。両社のレース用車両はともに銀色の車体をしていたことからそう呼ばれた。1950年代以降もこの呼称はメルセデス・ベンツのレース用車両にしばしば用いられ、用語として定着している。日本語ではドイツ語に基づいた「シルバープファイル」ではなく、英語に基づいた「シルバーアロー」の呼称が一般的に用いられているため、本記事もそれに倣う。この記事では用語の概要と、メルセデス・ベンツにおける起源を中心に述べる。

## 概要
1900年に初開催されたゴードン・ベネット・カップ以降、自動車レースでは国別のナショナルカラーの慣習が生まれた。これは国際公認自動車クラブ協会（AIACR。FIAの前身）によって正式に管理され、グランプリレースではドイツのナショナルカラーは「白」と定められ、ダイムラー・ベンツも自社のメルセデス・ベンツのレーシングカーには白い塗装を施していた。
1930年代初め、ダイムラー・ベンツは世界恐慌の影響によりレース活動を休止していたが、経営上の目途が立ったことにより、1934年にレース活動を再開した。その際、新型車両メルセデス・ベンツ・W25のボディの色はアルミニウムの素材そのままにシルバー（銀色）となり、初戦を完勝した。
1932年にドイツで設立されたアウトウニオンも1934年にレースへの参戦を始め、メルセデス・ベンツとアウトウニオンの銀色のレーシングカーはともに活躍し、ヨーロッパ中のレースを席巻した。圧倒的な速さを持つメルセデス・ベンツとアウトウニオンの車両は「銀の矢」を意味する「シルバーアロー」と呼ばれ、いつしかシルバーがドイツのナショナルカラーとなった。
第二次世界大戦後、1960年代になると自動車レースでは参加車両はスポンサーカラーを施されるようになり、ナショナルカラーの伝統は廃れたが、メルセデス・ベンツ車両ではダイムラー・ベンツが自動車レースに復帰した1980年代以降、再び銀色のカラーリングが用いられるようになり、それらの車両にも「シルバーアロー」の通称がしばしば用いられている。（→#代表的な車両）

## シルバーアローの始まり（1934年アイフェルレンネン）

### 起源になったとされる逸話
シルバーアローの起源として、おおむね以下の話が伝わっている。
このシルバーアローの起源は、メルセデスチームのチーム監督であるアルフレート・ノイバウアーが1958年に著した自伝『Männer, Frauen und Motoren』の中で記した逸話が基になっており、一般的にはアイフェルレンネンにおける上記の逸話が実際にあった出来事として、シルバーアローの起源になったと考えられている。

#### 逸話の異同
この逸話は、超過したのは「1 kg」ではなく「2 kg」だったであるとか、細部が異なる形で伝えられていることもある。
伝えられている逸話の異同には、同書の英訳版で無許可で行われた文章の変更に起因したものもある。英訳版ではアイフェルレンネンに関する記述が原書のドイツ語版から半分近く減らされ、それに伴いブラウヒッチュとノイバウアーのやり取りも改変されており、「塗る」という言葉に関する一連のやり取りは削られている。

### 重量超過の原因
1934年のグランプリ・シーズンからAIACRが施行した通称「750 kgフォーミュラ」とは、車重（乾燥重量）に上限を設けることでエンジン排気量の際限のない拡大を抑止し、馬力競争を抑えることを目的にした規則である。
アイフェルレンネンに参戦するにあたり、ダイムラー・ベンツはマンフレート・フォン・ブラウヒッチュとルイジ・ファジオーリ用に2台のW25を用意し、それぞれ規定の最大重量である750 kg以下となるよう、入念な軽量化を施してレースに備えた。5月末のアヴスレンネンの時点で（銀色の）W25の重量は744 kgであり、白い塗料を塗っても750 kgを下回るという計算だった。にもかかわらず重量が超過した原因は定かではないが、以下のふたつの説が存在する。
- ひとつ目はブレーキフルードの重量分が原因になったという説である。
サーキットで最初に行われた計量では2台とも問題なく750 kg以下となり、車両検査を通過した[9]。ところが、当時アルファロメオを走らせていたスクーデリア・フェラーリの監督が気まぐれを起こし、1台のコクピットに近づき、ブレーキペダルを押した[9]。ペダルは抵抗もなく底まで沈み、W25にはブレーキフルードが注入されていなかったことが発覚する[9]。計測は乾燥重量で行うため、ガソリンやエンジンオイルといった液体を抜いておくことは問題ないが、ブレーキフルードについては対象外であり、改めてブレーキフルードを注入して計測したところ、重量は規定の750 kgを超過した[9][注釈 9]。

- もうひとつの説は、サーキットで改善を加えた際の重量管理の甘さによるものだったとする説である[3]。
ギアチェンジの回数が多くなるニュルブルクリンクでクラッチが焼き付くことを防ぐため、チームは現地で冷却用のダクトを追加した[6][7]。重量は増えてしまうが、これを取り外せばクラッチは確実に焼き付くため、軽量化のために外すわけにはいかなかった[6][7]。他にもコクピット左脇を通る排気管の熱からドライバーを守るための防護板も、1枚では足りなかったため現地で増設されている[10]。

### ノイバウアー以外の証言
- ヘルマン・ラング

ヘルマン・ラングは後にメルセデスチームのワークスドライバーの一人となる人物である。1934年当時はファジオーリのチーフメカニックを務めており、アイフェルレンネンにも参加していた。ラングはクリス・ニクソンの著書『Racing the Silver Arrows』（1986年刊）の中で証言を残している。曰く、アイフェルレンネンのために準備された車両は非常に丁寧に塗装されており、アルミを叩き出しで作っているボディは凸凹しているため、塗料が乗りやすいよう、フィラーをたっぷり塗ってボディ表面を平滑にしてから塗料を吹きつけていた。重量をどうすれば750 kg以下にできるか話し合いが行われた中で、そのことに思い当たった“誰か”が、塗料とフィラーを剥がすことで重量を軽くできると提案し、それが採用されて実行に移された。塗料とフィラーを剥がした後、銀色を薄く塗布して仕上げ、精悍な外観となったという。ラングは誰がそれを言ったのかは思い出せず、ひょっとしたらメカニックの誰かだったかもしれないと語っている。
- ルドルフ・ウーレンハウト

ルドルフ・ウーレンハウトは後にダイムラー・ベンツのレーシングカー開発の責任者となる人物である。当時の回想として、徹夜して白いペンキを一晩かけて剥がしていたというエピソードを語っている。この証言については、当時はウーレンハウトはレースチームとは無関係だったはずだとして否定されることもある。
- パウル・ピーチェ

パウル・ピーチェは当時プライベーターとして1934年アイフェルレンネンに参戦していた人物である。同レースの練習走行で「白い」W25が走っていたことを証言している。
- オイゲン・ライヒレ

オイゲン・ライヒレ（Eugen Reichle）は当時メルセデスチームのメカニックだった人物である。1932年アイフェルレンネンに持ち込まれたW25は最初から銀色で、塗装を剥がす必要はなかったという証言を1994年にしている。この逸話について証言を行った者たちの中では、ライヒレだけが「最初から銀色だった」という話をしており、この証言から後述の議論が生まれることになった。
- ハーヴェイ・ローウェ

ハーヴェイ・ローウェ（Harvey T. Rowe）は、逸話の直接の当事者ではなく、ノイバウアーの自伝『Männer, Frauen und Motoren』の実際の執筆者（ゴーストライター）である。2007年、この逸話についての疑義（次項で述べる）にまつわるシンポジウムに出席した際、ノイバウアーは「塗料を剥がす」というこのトリックについては非常に気に入り、誇りに思っていて、普段から何度かローウェに話していたということを語っている。

### 起原についての疑義
シルバーアローの起源として伝えられている上記の話は、あくまでノイバウアー個人の証言によるもので確たる証拠を伴ったものではなかったが、1958年に彼の自伝が刊行されてから数十年は事実として受け入れられていた。しかし、1994年初めに、ドイツの自動車雑誌『モトールクラシック』誌の編集長であるマイク・リードナーが同誌でライヒレの証言を紹介して疑問を呈したことから、この逸話にはいくつかの観点から疑義が呈され、1990年代後半に当時発達期にあったインターネット上の電子掲示板を主な舞台として、真偽を議論されるようになった。
2000年代になって、ノイバウアーの自伝より以前にこの話を紹介していた書籍が発見されたり、アイフェルレンネンの練習走行で撮影された「白いW25」とされる写真が発見されたりするなど、疑義に対する有力な反証が現れており、議論としては2021年現在ではすでに下火になっている。この項目では過去の議論の主な論点と、発見された反証について記述する。

#### 主な論点
- ノイバウアーの自伝（1958年刊）以前に起源についての話は知られていない

ノイバウアーの自伝『Männer, Frauen und Motoren』が刊行された1958年以前の資料で、シルバーアローの起源について記している書籍や新聞記事等は存在が確認されていなかった。そのため、話自体が創作ではないかという疑念が持ち上がった。この疑義が生じた背景として、ノイバウアーの自伝は他に事実と齟齬のある記述があることから、信憑性が低いと見る向きがあったという事情がある。
当事者として名を挙げられているブラウヒッチュは1953年に刊行した自身の自伝ではこの出来事について触れていなかったが、ノイバウアーの自伝が刊行された6年後に改訂版を出版しており、その際に、ノイバウアーが記述している通り、自分がそれを考案したと主張した。もう一人のドライバーであるファジオーリは1952年に世を去っている。ラングは上記したようにノイバウアーとほぼ同じ逸話についての証言を残しているが、ノイバウアーと同様の証言はいずれもノイバウアーの自伝が刊行された後にされていた。
ノイバウアーは自伝を刊行する7年前の1951年に『Heute lacht man darüber』と題した小冊子を刊行して、その中で「750 kgフォーミュラ」時代の苦労話を記しているが、その時には1934年アイフェルレンネンの出来事について触れていない。この小冊子の中で、ノイバウアーは自動車紙『ル・オート』の1906年の記事からの引用として、あるフランス人ドライバーが軽量化のために塗装を剥がし、1、2 kg軽くしたというエピソードを記述しており、この「偶然の一致」についても疑義を深める原因となった。
- 1934年アイフェルレンネンはフォーミュラ・リブレだった

この年のアイフェルレンネンは重量規定のないフォーミュラ・リブレであり、750 kg以内に収める必要はなかったという点はしばしば指摘される。この見方について、メルセデスチームとしてはあくまで新規定の750 kg以内に収めたかったため、とメルセデス・ベンツ・グループ社は説明している。
背景事情として、1934年にレースに復帰するにあたってダイムラー・ベンツが目標にしていたのは7月のフランスグランプリであり、ナチスの国家社会主義自動車軍団（NSKK）が注力を求めたのは同じく7月のドイツグランプリで、それ以前の非選手権レースは（750 kgフォーミュラで争われるグランプリレースに向けた）調整のための出場という位置付けであった。5月末のアヴスレンネンを車両の初期トラブルにより棄権したメルセデスチームは、できればアイフェルレンネンも欠場してフランスグランプリに備えたかったのだが、NSKKの意向に配慮して（ドイツグランプリと同じニュルブルクリンクが舞台の）アイフェルレンネンに出場することにしたと言われている。
- 白く塗装されたW25を確認できない

W25について、白く塗装されたW25の写真の存在を確認できないと言われることがあり、これはリードナーが最初に指摘したことのひとつでもある。反証として、W25の試作1号車を撮影したダイムラー・ベンツの公式写真では白く塗装されていたケースを確認することができる。1934年2月末のモンツァテストで走った車両は白く塗装されていたという説もある。
しかし、上記の公式写真を除くと確実に白い塗装が施されていると言える車両を確認できないこともたしかで、W25の試作1号車も1933年11月の最初のテストに現れた段階では銀色の外観をしている。1934年初めにアドルフ・ヒトラーとヨーゼフ・ゲッベルスがW25を視察した際の車両も銀色である。W25が初めて公に姿を現したのは1934年5月末のアヴスレンネンで、当初の予定ではこのレースがW25のデビューレースとなるはずだったが、練習走行のみ参加して棄権している。このレースには3台のW25が持ち込まれ、カラツィオラ用に用意された車両は白だったとする説もあるものの、このレースにも銀色の車両が持ち込まれている。

#### 疑義に対する反証
- 1958年より以前に刊行された書籍に同じ話が書かれている

1955年にドイツで刊行された『Das Grosse Rennen』という書籍で、ノイバウアーが1958年に刊行した自伝に書かれている話とほぼ同じ下記の話が紹介されている。上記の疑義は、要約してしまえば、ノイバウアーの自伝に書かれた逸話はノイバウアーによる創作か否かという点を問うものだったが、この書籍の発見はそれに回答するものになった。
... Aber wie es der Teufel wollte: bei der Abnahme wog der Wagen nicht 750, sondern 751 Kilo.
Neubauer tobte, er protestierte, die Waage könne unmöglich stimmen. Die Sportskommissare blieben hart, sie wollten die Wagen nicht zum Rennen zulassen, sie gaben bis sum Renntag-Morgen eine Frist zur Nachabnahme der strahlend-weißen Rennwagen. Was sollte Neubauer machen? Es gab nichts, was man hätte abmortieren können, doch: konnte man Neubauer jemals verbluffen? Zur angesetzen Stunde erschienen die Mercedes-Benz auf der Waage, sie bleiben wirklich unter 750 kg, aber sie waren nich mehr weiß Lackierung entfernen lassen, und diese Lackentfernung reichte zur notwendigen Gewichtsverminderung. Den blanken Leichtmetallkörper hatten die Mechaniker noch so gut wie möglich poliert, die “Silberpfeile” waren geboren.

日本語訳（大意）:
車の重量は750 kgではなく、751 kgを示した。これに激怒したノイバウアーは、重量計が正しくないのではないかと抗議した。規則に適合していない車両の参加を認めたくなかった主催者側はその主張を認めず、レース当日の朝までに直すよう期限を設けた。ノイバウアーは何をすべきだったろうか？　もはや削れるものなど何もなく、この時のノイバウアーの困惑は察するに余りある。しかし、決められた時刻に現れたメルセデス・ベンツ車両は750 kgを下回っていた。彼らは車両に塗られた白い塗料を剥がして、それは必要な分だけ重量を減らすには充分だった。素地の金属ボディはメカニックたちにより磨き上げられており、こうして「シルバーアロー」が誕生した。 — 『Das Grosse Rennen』（1955年）
- ゾルタン・グラスが撮影した写真の発見

ゾルタン・グラスは後に写真家として知られることになる人物だが、1930年代当時は日刊紙『ベルリナー・ターゲブラット』（ベルリン日報）で写真記者をしており、熱心なモータースポーツ愛好家でもあったことから、アヴスやニュルブルクリンクで開催される大きな自動車レースのほとんどで写真の撮影を行っていた。グラスはユダヤ人であったことから、1938年にドイツを離れてロンドンに移住し、同地で写真家として活躍した後、1982年に死去した。
グラスには家族がいなかったため、彼の死後、その写真はイギリス国立メディア博物館に収蔵された。収蔵された写真を点検する過程でグラスが1934年アイフェルレンネンで撮影した写真が発見され、その写真では、練習走行中のW25はボディが白く、ホイールも部分的に白く塗装されていることを確認でき、決勝日のW25の様子を写した写真からは白い塗装を研磨して落とした痕跡を確認できた。
2007年7月、ドイツ・フェルバッハに所在するメルセデス・ベンツ・クラシックセンター（同社の旧車のレストアや社史の管理を扱う）においてシルバーアローの起源について議論するシンポジウムが開かれた。その中で、クラシックセンターの責任者であるヨーゼフ・エルンスト（Josef Ernst）は「1934年アイフェルレンネンの決勝日前日のW25は白かった」ということを断定できる写真がそれまで存在しなかったことは認めつつ、グラスの写真を提示して、従来の議論に一石を投じた。

## SSKLストリームライナー（1932年アヴスレンネン）
W25がいつから「シルバーアロー」と呼ばれ始めたのか、正確なところが不明瞭である一方、W25以前にメルセデス・ベンツ車両に対して「シルバーアロー」という呼称が用いられた例が存在する。これは上記のW25が登場する2年前、ダイムラー・ベンツがレース活動を停止していた1932年の出来事になる。
1932年当時、ブラウヒッチュはプライベーター（自費で参加するアマチュア）としてメルセデス・ベンツ・SSKLに乗ってレースに参戦しており、この年の5月に開催されたアヴスレンネンにもプライベーターとして参戦した。このレースは、ブラウヒッチュの流線形のボディが架装されたSSKLとルドルフ・カラツィオラのアルファロメオによる一騎打ちとなり、最終的にプライベーターの新人ブラウヒッチュがファイナルラップでカラツィオラを逆転して優勝を飾るという劇的な結果に終わった。
このレースのラジオ生中継で実況をしていたパウル・ラベンは、ブラウヒッチュが駆るアルミ剥き出しで銀色に光るSSKLがファイナルラップでカラツィオラをオーバーテイクしたことに興奮し、レース実況の中でブラウヒッチュのSSKLのことを「Silbernen Pfeil」（シルバーアロー）と形容した。これは「シルバーアロー」という用語がメルセデス・ベンツのレーシングカーに使用された最初の例だと考えられている。
メルセデス・ベンツはこの1932年の例ではなく、上記の逸話の1934年をシルバーアローが誕生した年としている。この点についてメルセデス・ベンツ・クラシックセンターの責任者（2007年当時）であるヨーゼフ・エルンストは、1934年よりも前に銀色の車両が走っていたという事実は認めつつ、アヴスレンネンはドイツの国内レースであり、銀色のメルセデス・ベンツワークス車両が（ナショナルカラーで戦う）国際レースに参戦するようになったのは1934年であるからその年を始まりの年にしていると説明している。

## アウトウニオンにおける扱い

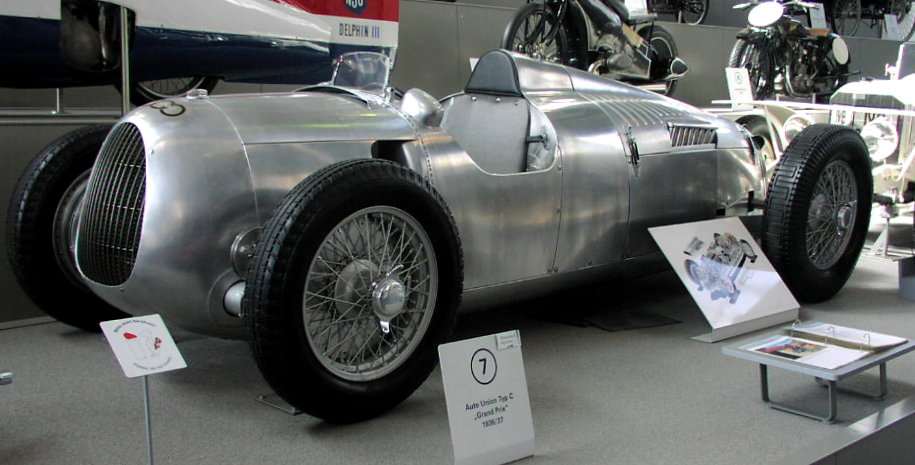
アウトウニオン・タイプC（1936年 - 1937年）

1930年代、「シルバーアロー」の呼称はアウトウニオンの車両に対しても用いられたが、メルセデス・ベンツと呼び名を分けたほうがレースを報じる記者たちに都合がよかったことから、後にアウトウニオンの車両は区別のため「シルバーフィッシュ」(Silberfischeh、「銀の魚」）とも呼ばれるようになる。
第二次世界大戦後、アウトウニオンは一時的にダイムラー・ベンツ傘下となった後、1965年にフォルクスワーゲングループに組み込まれ、アウディ・NSU・アウトウニオン（Audi NSU Auto Union AG）を経て、1985年にアウディ（Audi AG）となる。商標としての「Silberpfeil」はこの頃までアウディによって保有されていたが、ダイムラー・ベンツが商標を保有していた「ホルヒ」ブランドと交換する形で、1992年12月にダイムラー・ベンツに譲渡された。譲渡するにあたり、アウディはダイムラー・ベンツに対して、1930年代に「シルバーアロー」という呼称がアウトウニオンの車両に対しても用いられていたという事実を意図的に省いたりはしないよう念を押した。
なお、アウディは、アウトウニオンのシルバーアローの起源について同車が初参戦した1934年5月のアヴスレンネンという説明をしている。

## 代表的な車両
メルセデス・ベンツのレーシングカーで銀色に塗装された車両は多数存在するが、特にワークス活動における車両に「シルバーアロー」の呼称が用いられている。代表的な車両のみ以下に示す。

### 1930年代のシルバーアロー
- メルセデス・ベンツ・W25（1934年 - 1936年）
- メルセデス・ベンツ・W125（1937年）
- メルセデス・ベンツ・W154（1938年 - 1939年）
- メルセデス・ベンツ・W165（1939年トリポリグランプリ）
- アウトウニオン・タイプA、タイプB、タイプC、タイプD（1934年 - 1939年）

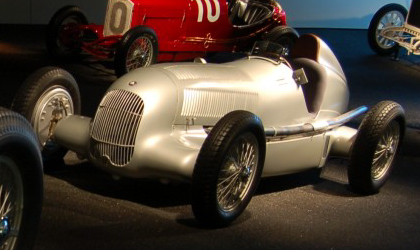
メルセデス・ベンツ・W25
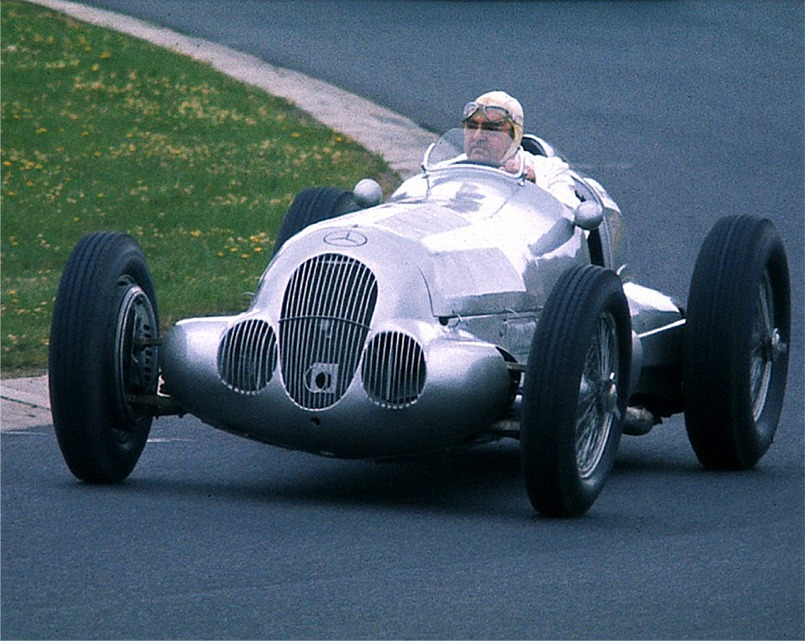
メルセデス・ベンツ・W125
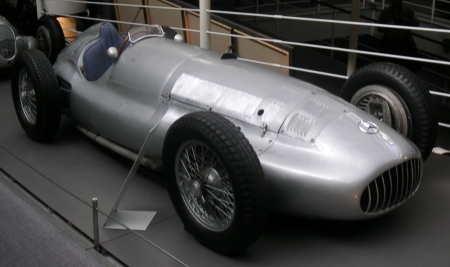
メルセデス・ベンツ・W154
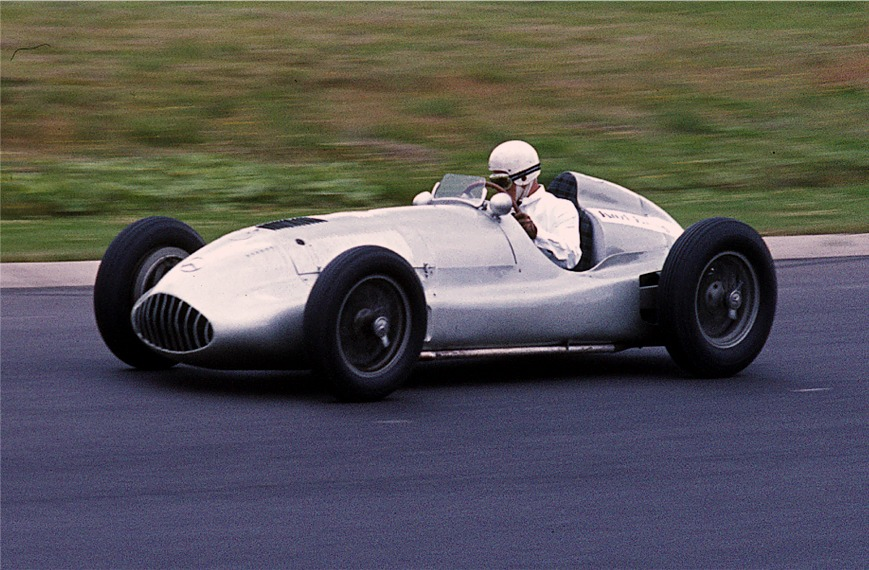
メルセデス・ベンツ・W165
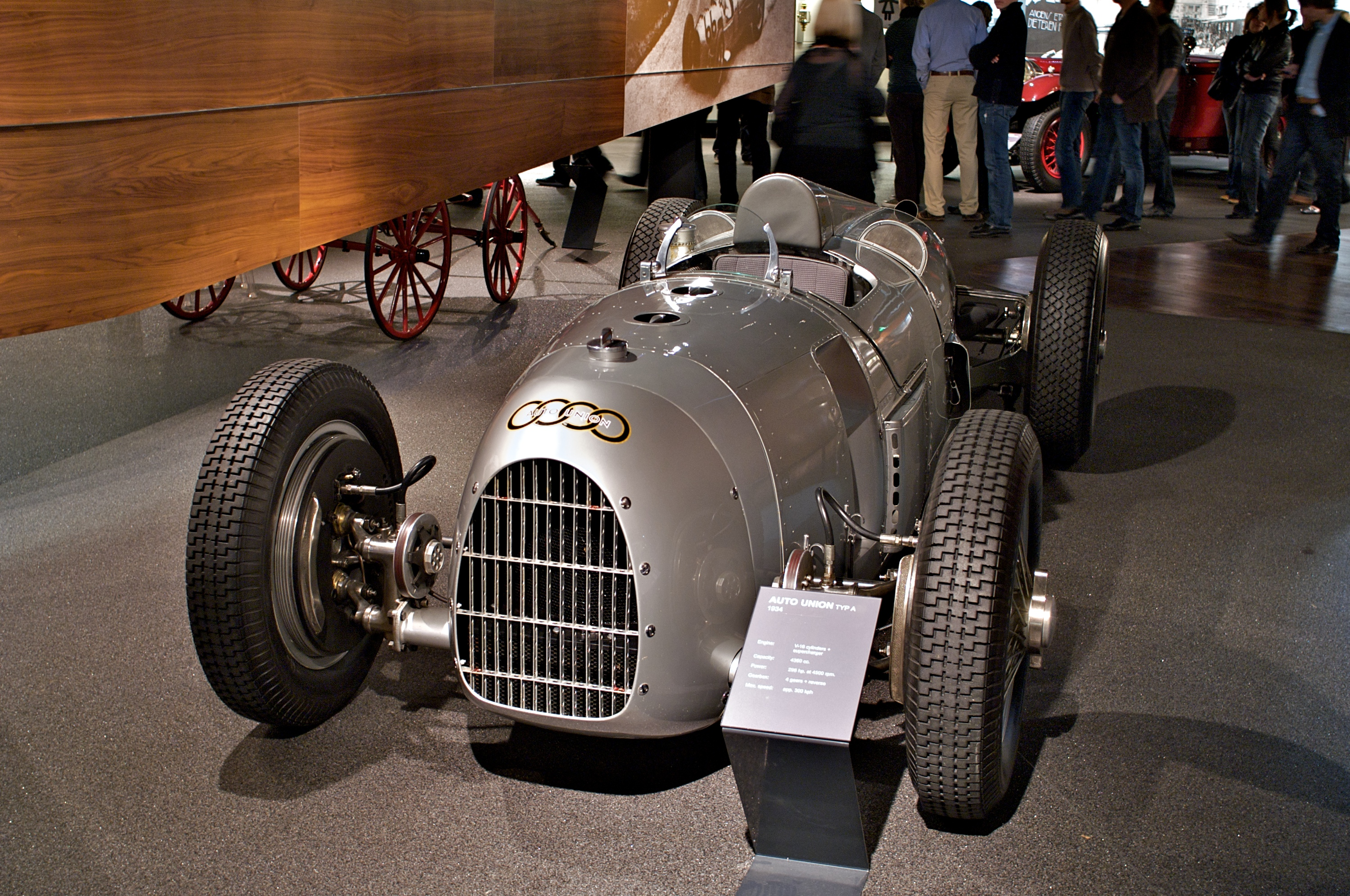
アウトウニオン・タイプA
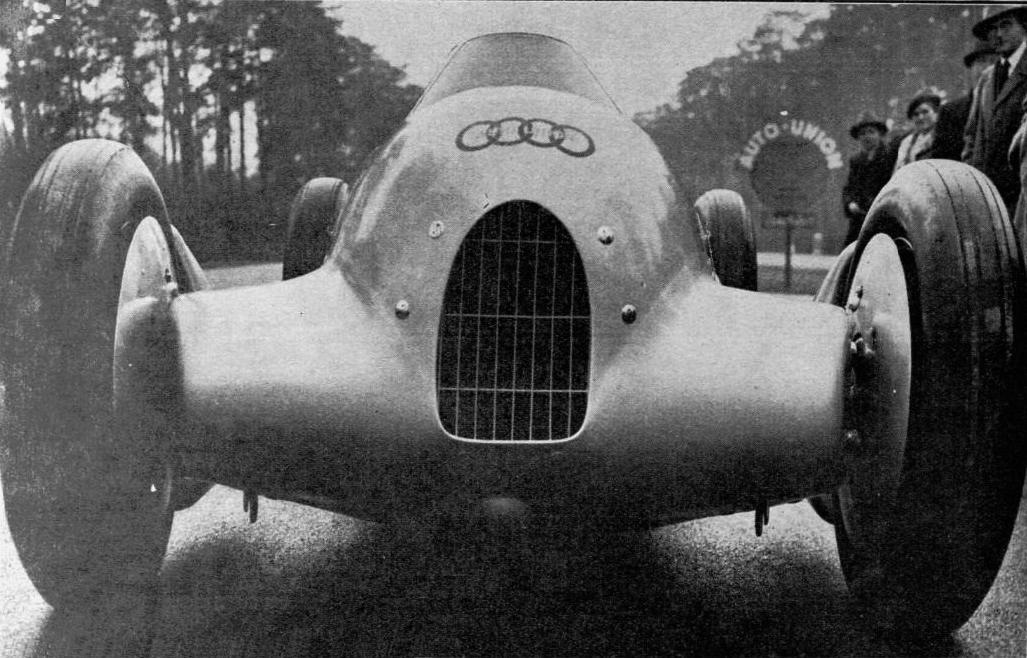
アウトウニオン・タイプB
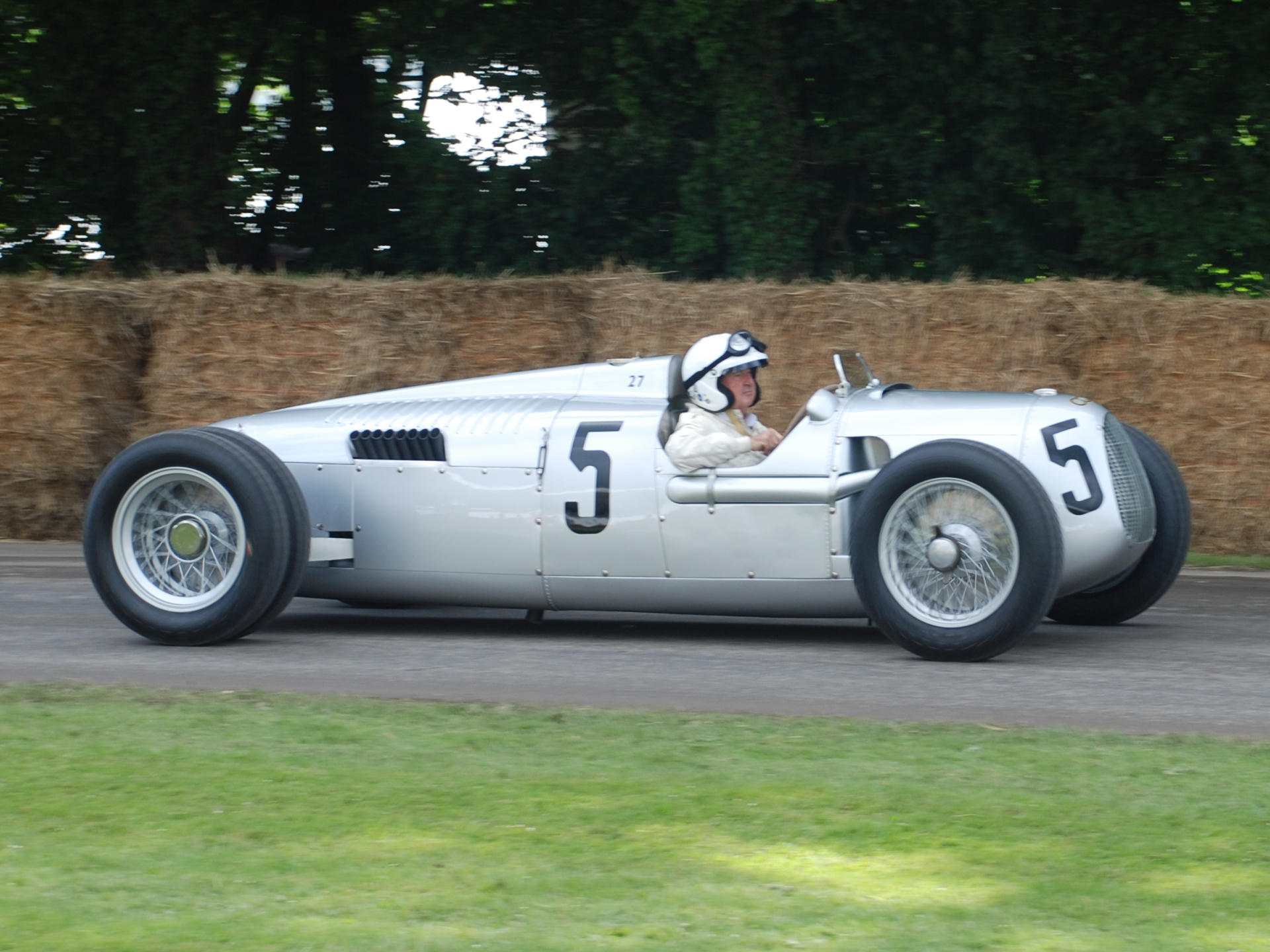
アウトウニオン・タイプC
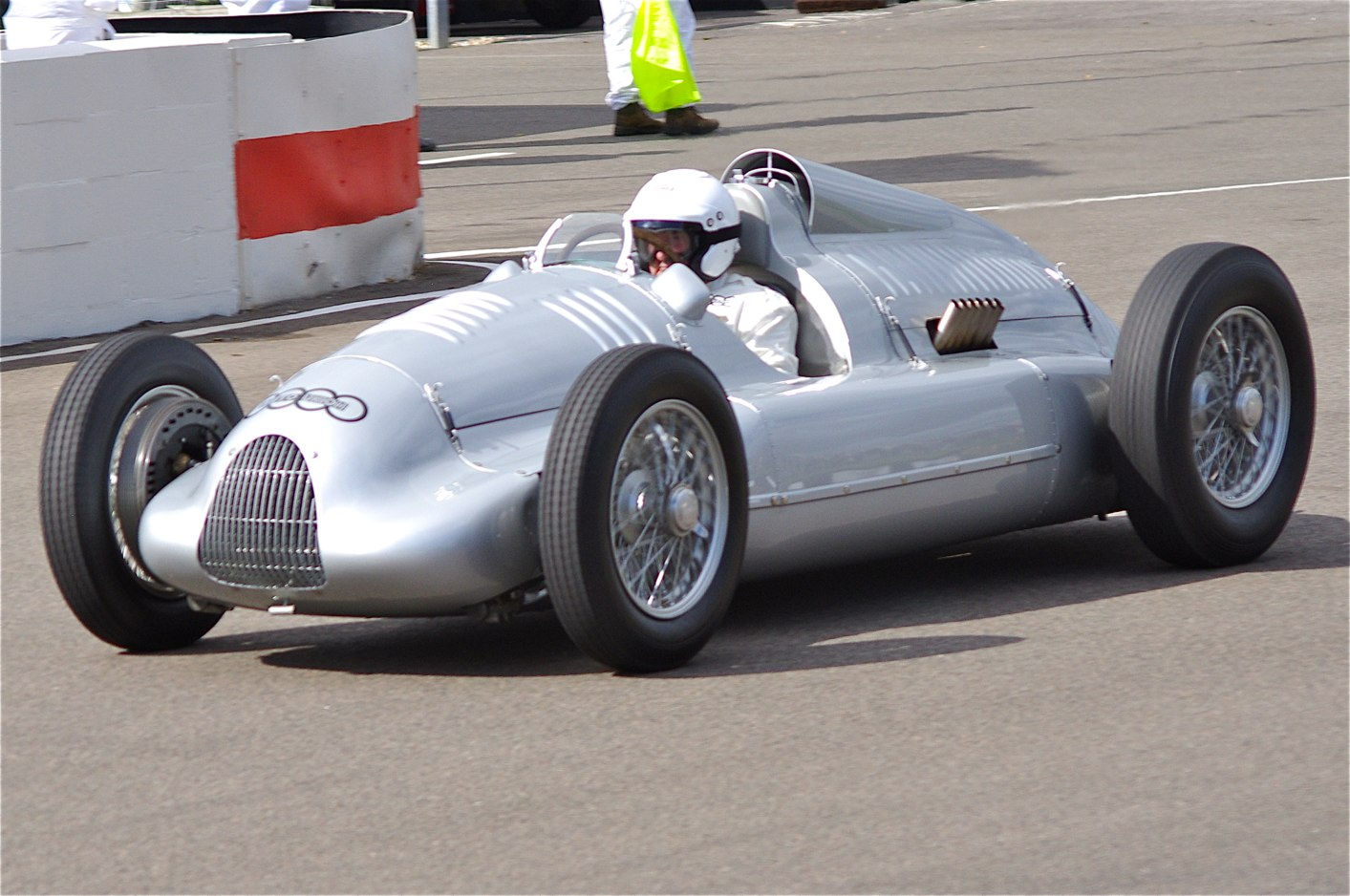
アウトウニオン・タイプD

### 1950年代のシルバーアロー
- メルセデス・ベンツ・W196（1954年 - 1955年） - フォーミュラ1車両
- メルセデス・ベンツ・300SLR（1955年） - レーシングスポーツカー

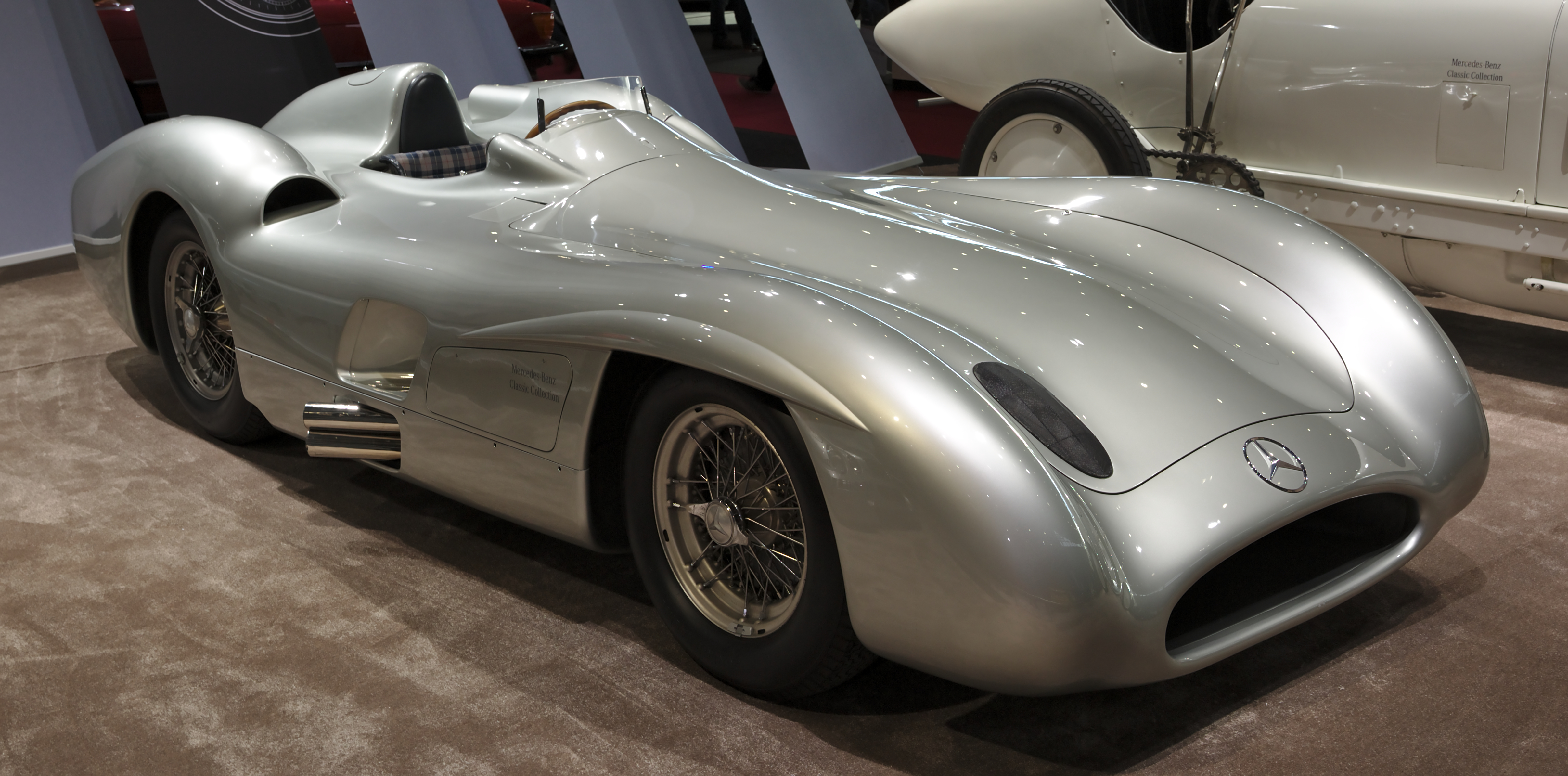
メルセデス・ベンツ・W196 ストリームライナー
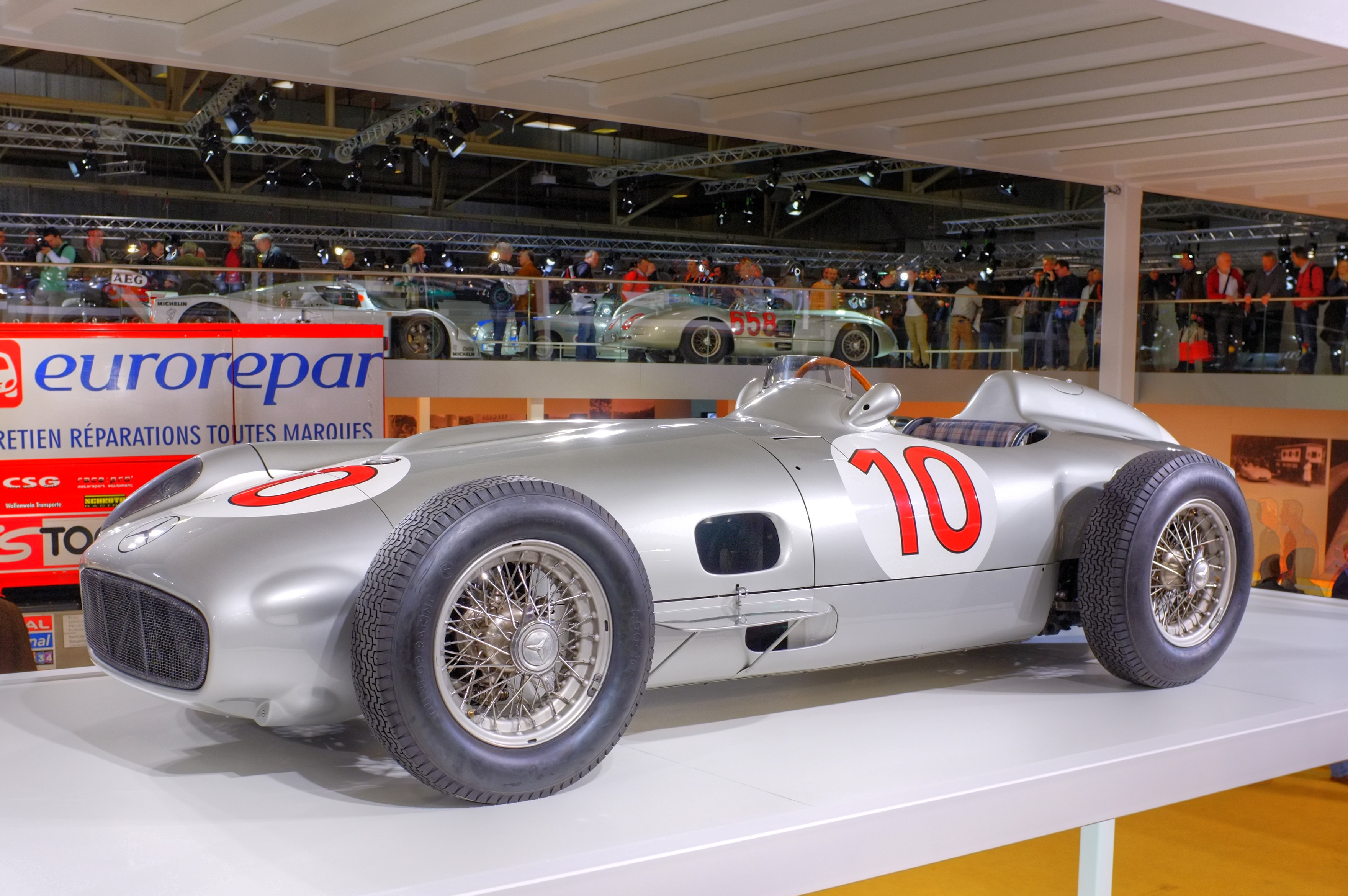
メルセデス・ベンツ・W196 オープンホイール仕様
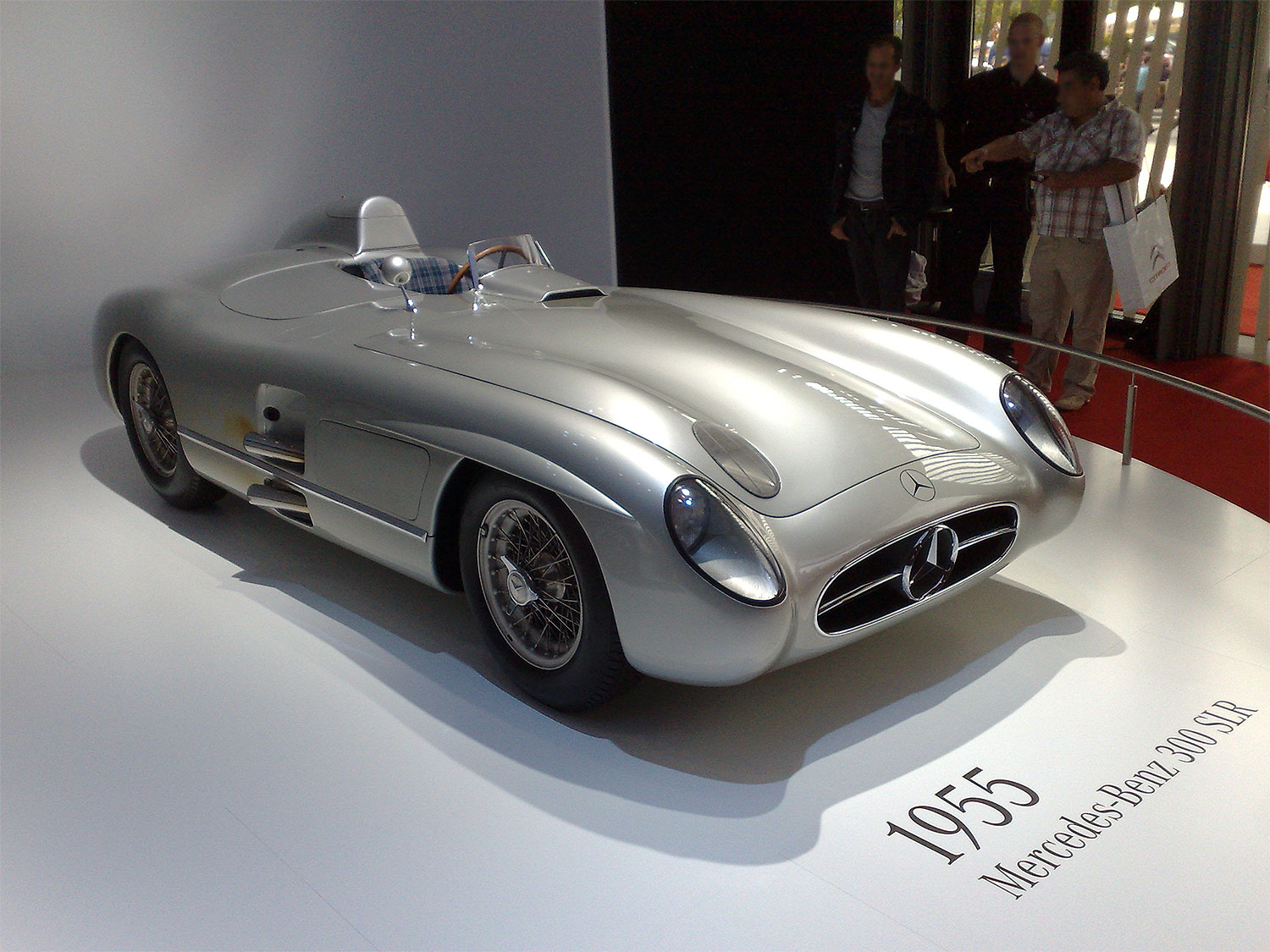
メルセデス・ベンツ・300SLR

### 1980年代以降の主なシルバーアロー
- グループC
  - ザウバー・C9（1989年） - 1988年にダイムラー・ベンツが自動車レース活動を再開した後、翌年のこの車両から銀色のカラーリングが復活した。
  - メルセデス・ベンツ・C11（1990年 - 1991年）
  - メルセデス・ベンツ・C291（1991年）
- フォーミュラ1
  - マクラーレン・MP4-12（1997年）
  - メルセデスAMG F1の車両（2010年 - 2019年、2022年）

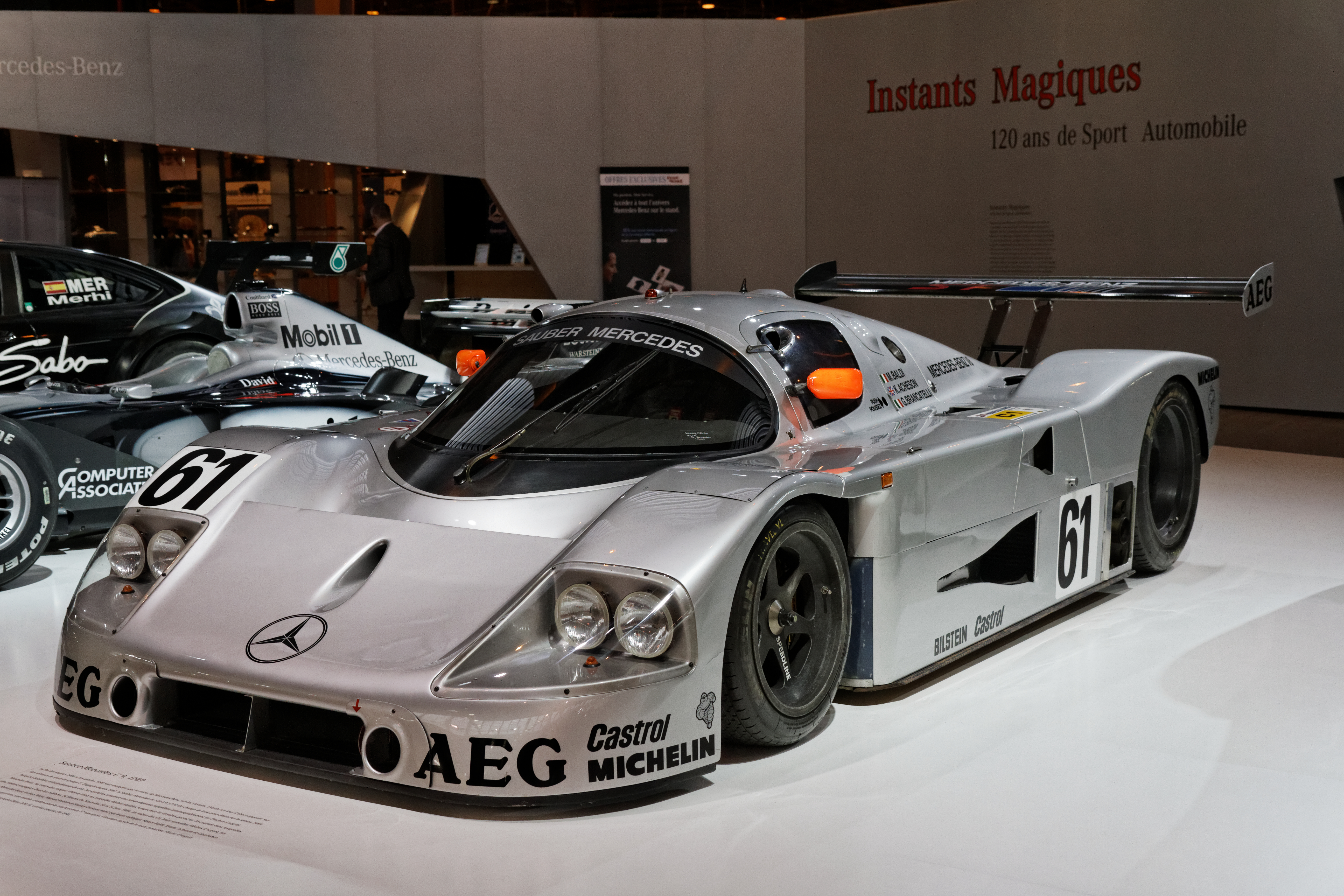
ザウバー・C9（1989年）
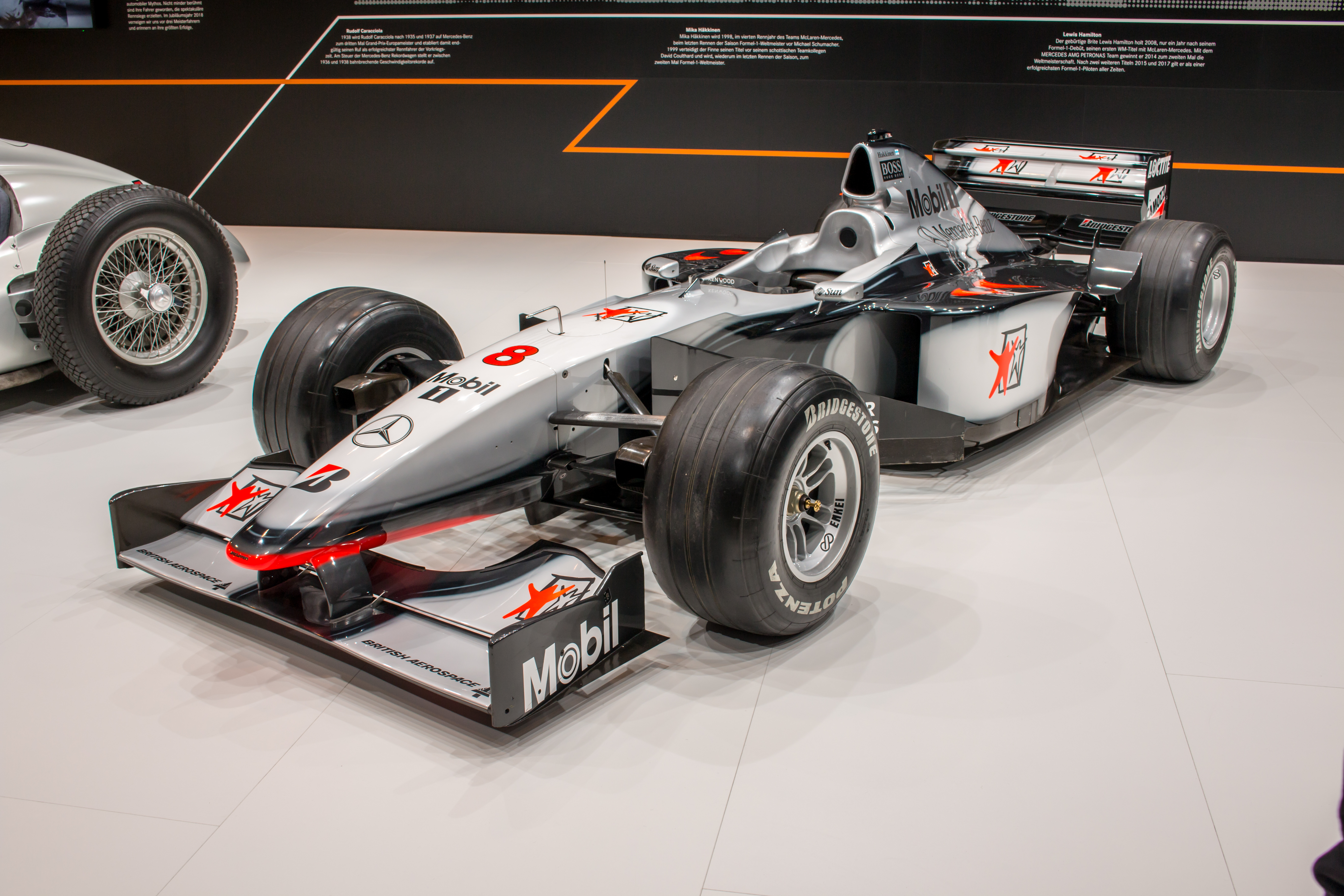
マクラーレン・MP4-13（1998年）
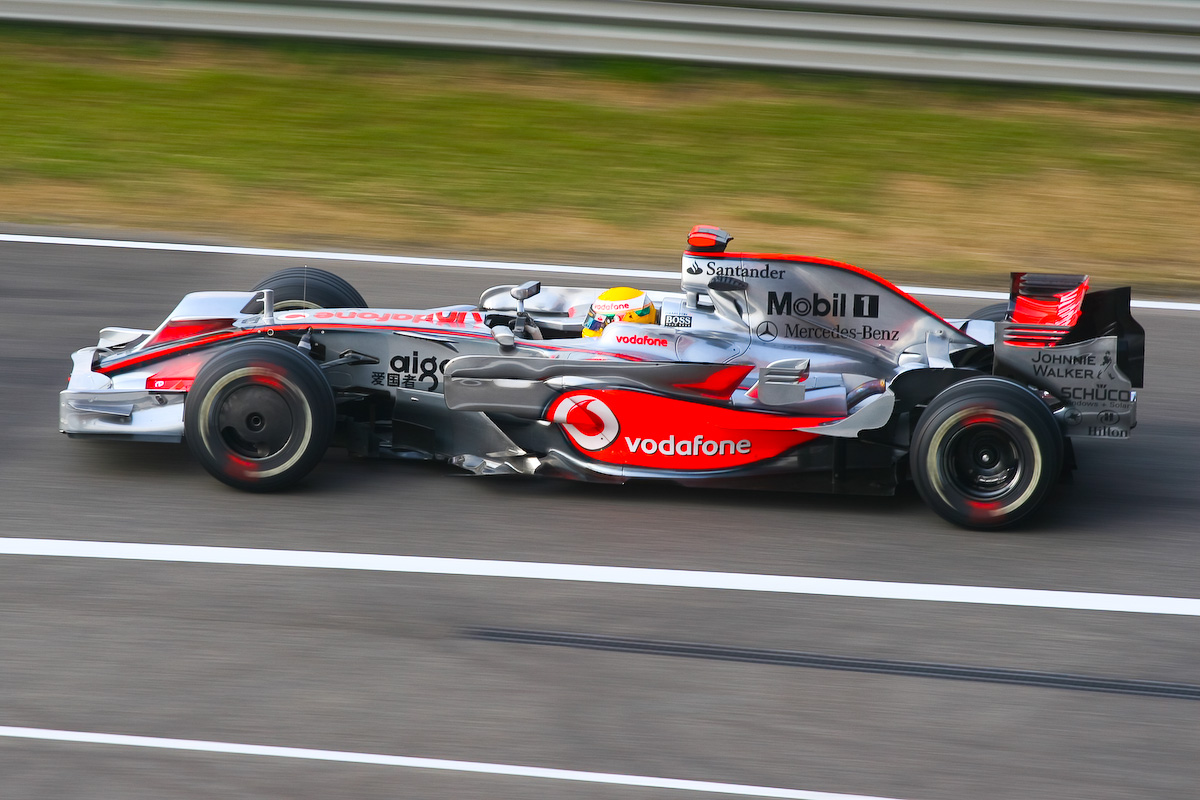
マクラーレン・MP4-23（2008年）
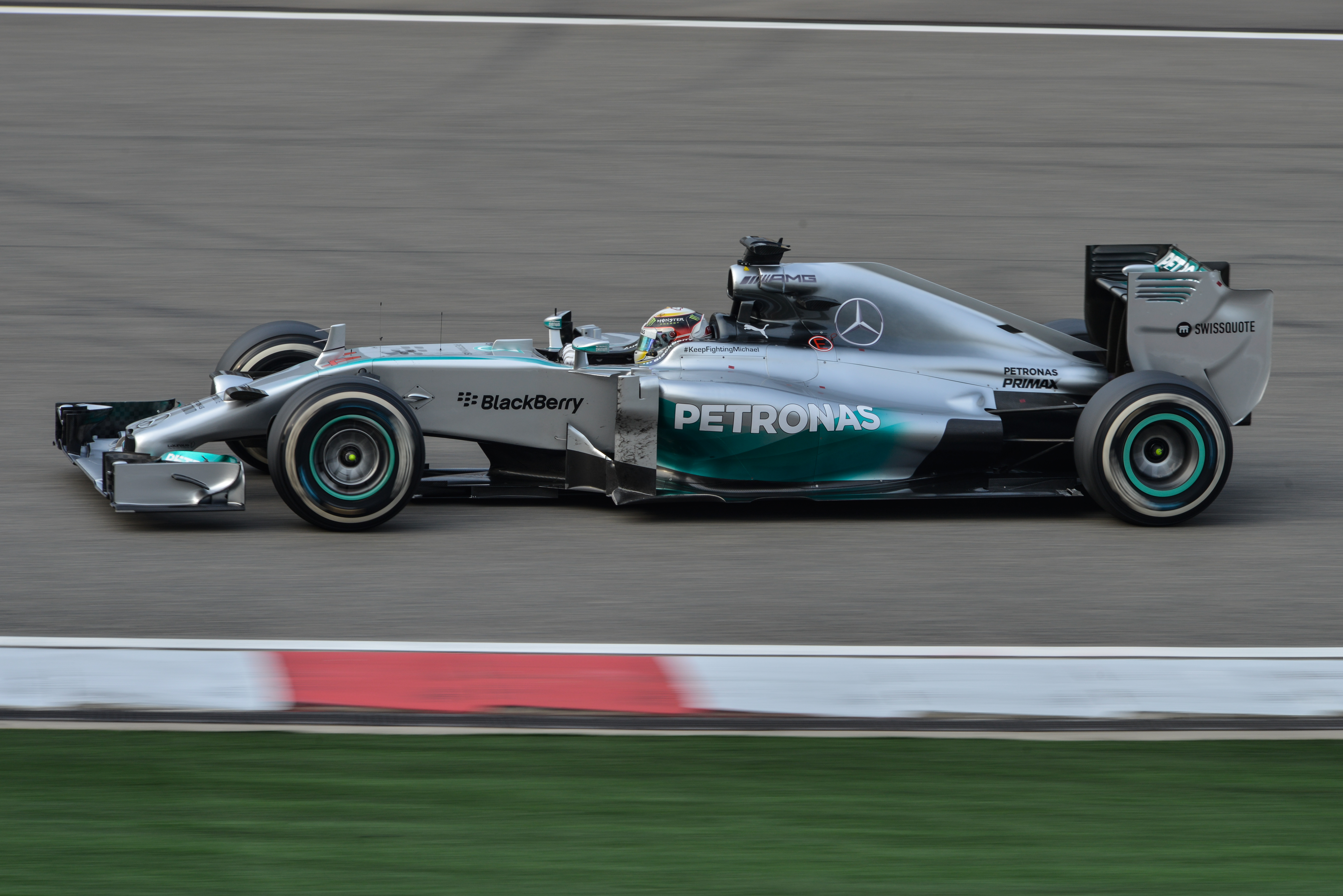
メルセデス・F1 W05 Hybrid（2014年）

## 関連項目

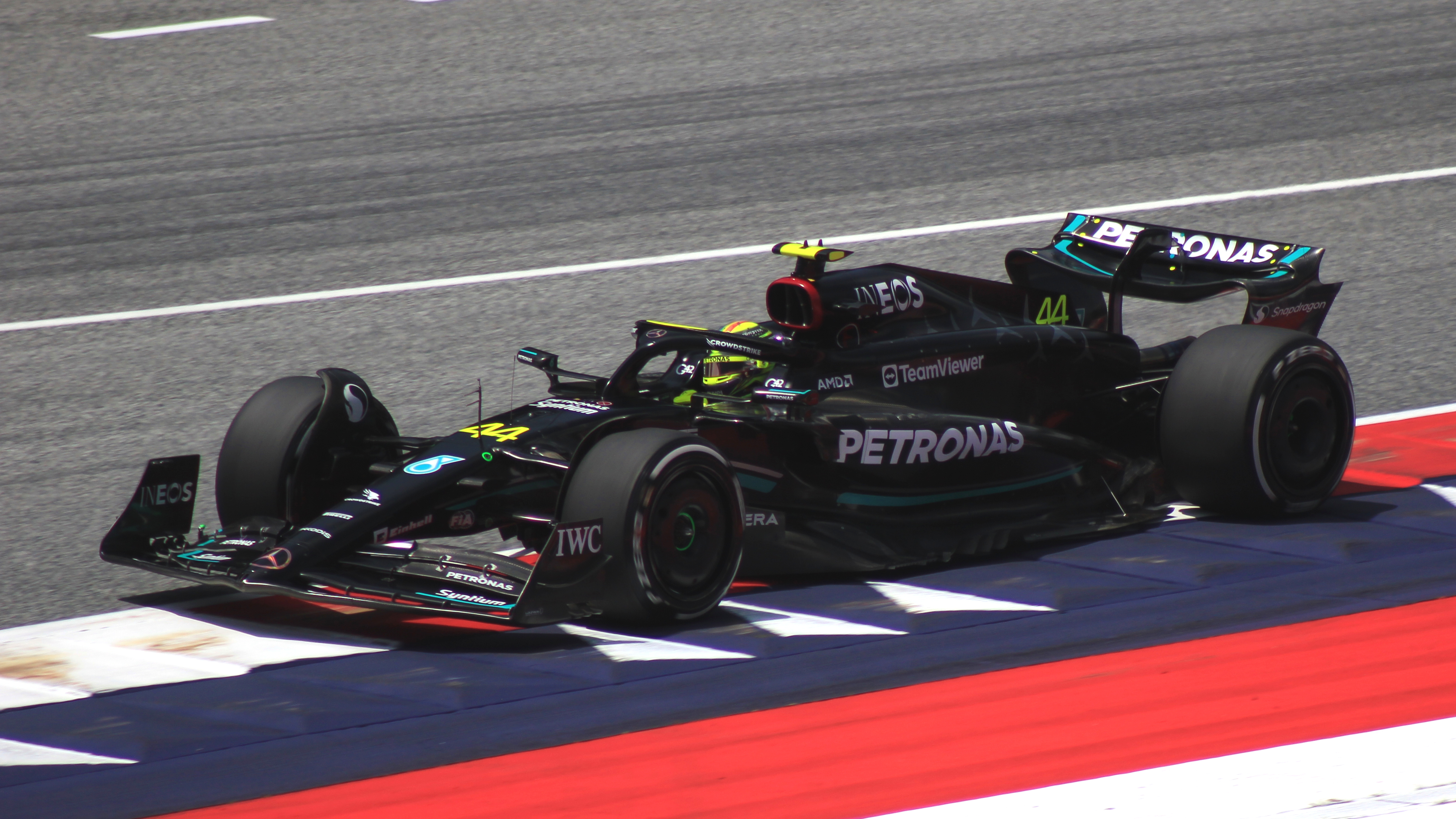
メルセデスAMG・F1 W14 E Performance（2023年）